# Kongo-Schirrantilope
Die Kongo-Schirrantilope (Tragelaphus phaleratus) ist eine mittelgroße afrikanische Antilopenart aus dem Artenkomplex der Buschböcke. Sie hat ein zweigeteiltes Verbreitungsgebiet in Westafrika.

## Merkmale

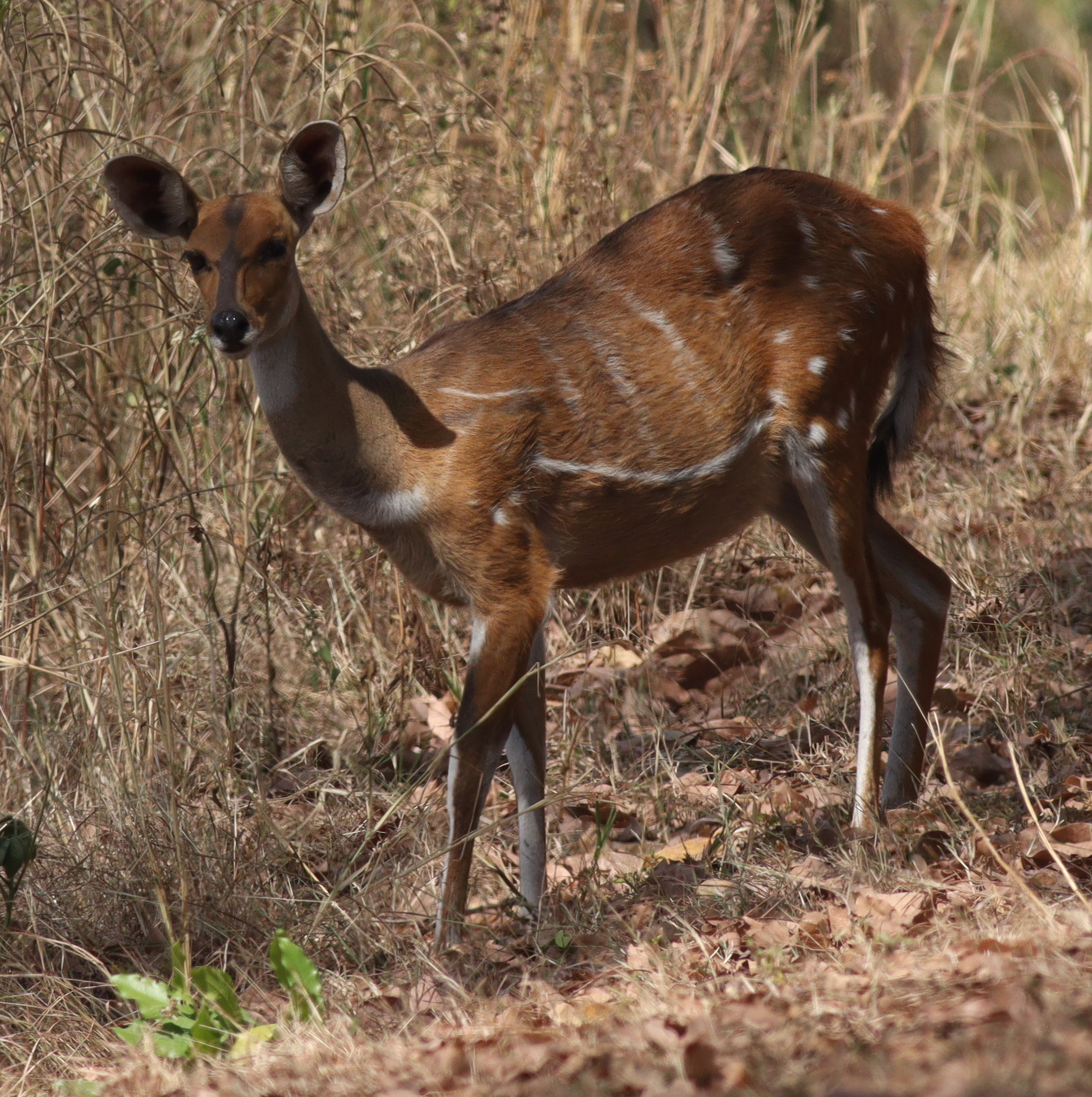
Weibchen der Kongo-Schirrantilope

Wie alle Buschböcke ist die Kongo-Schirrantilope eine mittelgroße Antilope, die einen deutlichen Geschlechtsdimorphismus zeigt. Die folgenden Maßangaben gelten für Tiere aus dem südlichen Abschnitt des Verbreitungsgebietes. Die Kopf-Rumpf-Länge der Männchen liegt bei 114 bis 165 Zentimeter, ihre Schulterhöhe beträgt 65 bis 102 Zentimeter und sie wiegen 32 bis 115 kg. Weibchen sind 120 bis 130 Zentimeter lang, die Schulterhöhe liegt bei 75 bis 85 Zentimeter und sie werden 32 bis 42 kg schwer. Im Durchschnitt liegt das Gewicht der Männchen bei 160 % des Gewichts der weiblichen Exemplare. Der Schwanz der Tiere ist 21 bis 30 Zentimeter lang. Die Kongo-Schirrantilope ist der Senegal-Schirrantilope (T. scriptus) sehr ähnlich. Ihr Fell ist rötlich-braun gefärbt. Das obere, weiße Längsband fehlt oft, insbesondere bei den Weibchen. Der Schwanz ist relativ kurz, langhaarig und buschig. Die Oberseite hat die gleiche Farbe wie der Rücken, die Unterseite ist weiß und die Spitze in den meisten Fällen schwarz. Ohren und Augen sind relativ groß. Die Hinterbeine sind etwas länger als die Vorderbeine. Nur die Männchen besitzen Hörner. Diese sind fast gerade, gekielt und spiralig gewunden, aber normalerweise nur mit einer Windung. Die durchschnittliche Hornlänge liegt bei 23 Zentimeter. Leistendrüsen sind vorhanden. Sie befinden sich vor den Milchdrüsen. Männliche Schirrantilopen haben 33 diploide Chromosomen, weibliche 34.

Das Verbreitungsgebiet der Kongo-Schirrantilope nach Angaben des HMW

Die Zahnformel lautet: {\displaystyle {\frac {0.0.3.3}{3.1.3.3}}}.

## Verbreitung
Die genaue Verbreitung der Kongo-Schirrantilope ist bisher noch nicht endgültig erforscht worden. Die Terra typica liegt am westlichen Ufer des Pool Malebo in der Republik Kongo und der südliche Abschnitt des zweigeteilten Verbreitungsgebietes umfasst den Süden und die Mitte der Republik Kongo, Teile von Gabun und den Festlandteil von Äquatorialguinea. Der nördliche Teil des Verbreitungsgebietes beginnt im Westen in der Elfenbeinküste und dem äußersten Süden von Mali und reicht nach Angaben des Handbook of the Mammals of the World bis in den Süden des Tschad und den Westen der Zentralafrikanischen Republik. Nach den genetischen Analysen von Y. Moodley und Kollegen reicht ihr Verbreitungsgebiet allerdings weniger weit nach Osten und endet etwa an der Ostgrenze Kameruns, nach Analysen von Alexandre Hassanin und Mitarbeiter reicht es nur bis ins westliche Nigeria. Beide Arbeiten fanden auch genetische Nachweise für eine Population der Kongo-Schirrantilope östlich des Kongos im südlichen Kongobecken in der DR Kongo.

## Lebensraum und Lebensweise

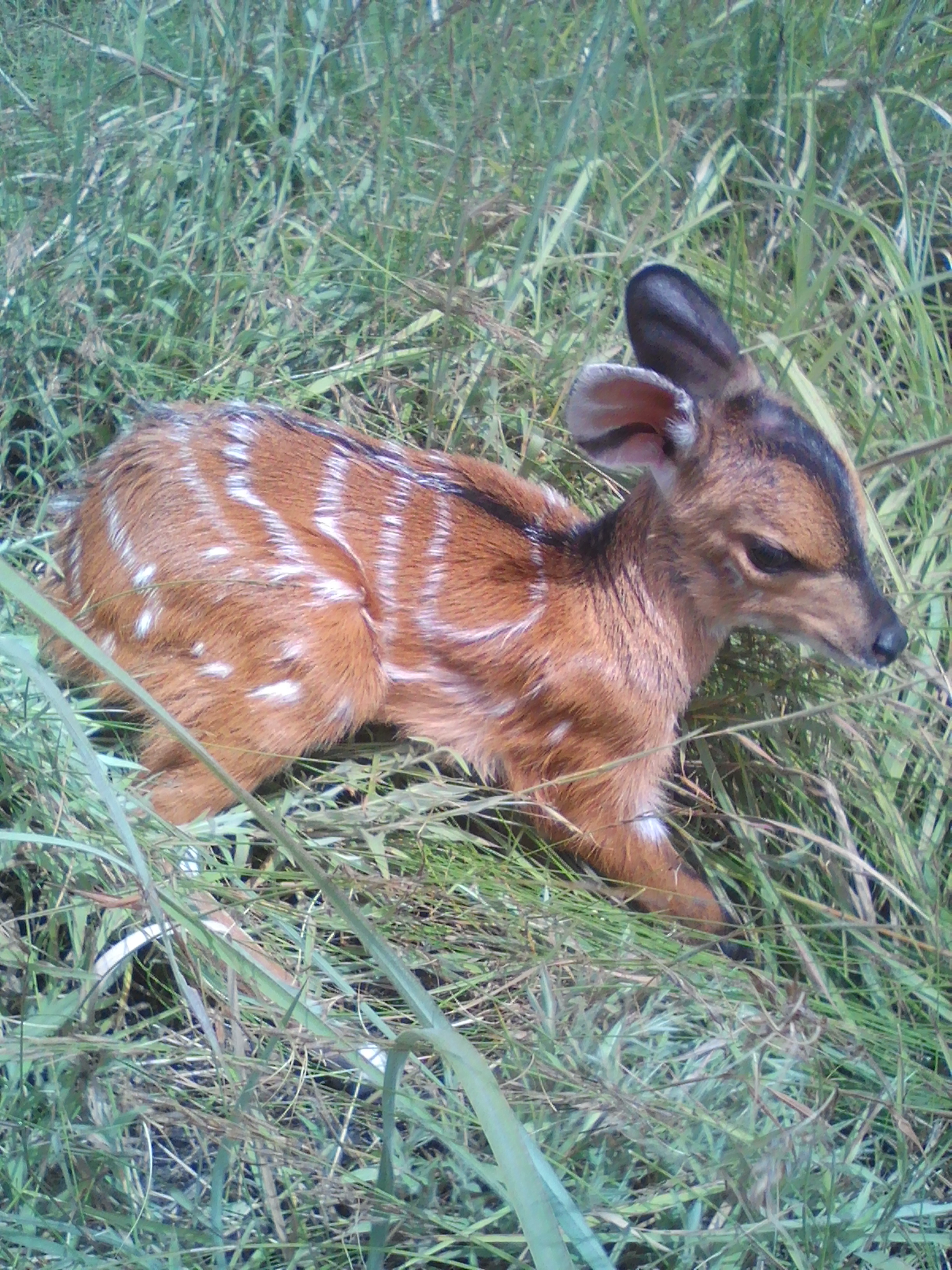
Kalb der Kongo-Schirrantilope

Wie alle Buschböcke ist die Kongo-Schirrantilope sehr anpassungsfähig und kommt mit einer Vielzahl von Habitaten zurecht, dazu zählen offene Savannen, Waldsavannen, Galeriewälder, Sümpfe und der atlantische äquatoriale Regenwald. In Mali wurde beobachtet, dass sich die Tiere nachts in der offenen Savanne aufhalten und tagsüber in Galeriewäldern. Im Mole-Nationalpark in Ghana waren die Antilopen von 06:00 bis 08:00 Uhr und von 16:00 bis 18:00 Uhr aktiv auf Nahrungssuche und ruhten bzw. wiederkäuten von 10:00 bis 14:00 Uhr. Bei Temperaturen von über 31 °C suchen die Buschböcke Schutz im Dickicht und ruhen oder wiederkäuen. Kongo-Schirrantilopen fressen mit Vorliebe die Früchte verschiedener Bäume, ansonsten Kräuter und frisch sprießende Gräser nur, wenn nichts anderes zur Verfügung steht. Sie fressen nachts auch Feldfrüchte und gelten deshalb als Schädlinge für die Landwirtschaft. Über ihr Fortpflanzungsverhalten liegen keine genaueren Angaben vor.

## Systematik
Die Kongo-Schirrantilope wurde 1827 durch den englischen Naturforscher Charles Hamilton Smith unter der Bezeichnung Antilope phalerata erstmals wissenschaftlich beschrieben. Die Gattung Tragelaphus wurde 1816 durch den französischen Zoologen Henri de Blainville eingeführt. In der Familie der Hornträger (Bovidae) gehört sie zur Unterfamilie Bovinae und der Tribus Tragelaphini.
Bis zur Revision der Hornträger im Jahr 2011 durch Colin Groves und Peter Grubb war die Kongo-Schirrantilope nur eine Unterart des Buschbocks (Tragelaphus scriptus). Groves und Grubb erhoben alle acht Unterarten des Buschbocks zu eigenständigen Arten und fassten diese zu zwei Artengruppen zusammen, die Tragelaphus sylvaticus-Gruppe in Ostafrika, dem südlichen Afrika und Angola und die Tragelaphus scriptus-Gruppe in Westafrika, Zentralafrika und Teilen des Kongobeckens. Die Kongo-Schirrantilope gehört zur Tragelaphus scriptus-Gruppe, die außerdem noch die Senegal-Schirrantilope im westlichen Westafrika, die Sudan-Schirrantilope (T. bor) in Zentralafrika und die Äthiopien-Schirrantilope (T. decula) in Äthiopien umfasst.

## Gefährdung
Die IUCN unterscheidet nicht zwischen den verschiedenen Arten der Buschböcke, hält den Artenschwarm insgesamt aber für ungefährdet. Da sie keine Herden bilden, relativ scheu sind und sich meist versteckt halten können sie auch in Gebieten mit menschlicher Besiedlung überleben.